# پر برلین
پر برلین (سوئدی: Per Berlin; ۱ اوت ۱۹۲۱ – ۲۲ دسامبر ۲۰۱۱) کشتی‌گیر اهل سوئد بود.
وی در مسابقات کشوری و بین‌المللی در مجموع برندهٔ ۱ مدال نقره، ۲ مدال برنز شده‌است.